# گلدن بروکس
گلدن بروکس (انگلیسی: Golden Brooks؛ زادهٔ ۱ دسامبر ۱۹۷۰) یک هنرپیشه اهل ایالات متحده آمریکا است.
او در فیلم تاریک‌ترین ذهن‌ها، یک چیز جدید و سالن زیبایی بازی کرده است.